# Drugi rząd Charlesa Haugheya

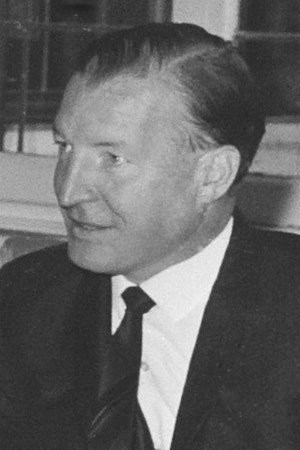
Charles Haughey

Drugi rząd Charlesa Haugheya – rząd Irlandii funkcjonujący od 9 marca do 14 grudnia 1982. Był to gabinet tworzony przez polityków Fianna Fáil (FF).
Zastąpił rząd Garreta FitzGeralda. Powstał po przedterminowych wyborach z lutego 1982, w wyniku których wyłoniono Dáil Éireann 23. kadencji. FF nie posiadała samodzielnej większości, wybór premiera z tej partii wsparli jednak m.in. deputowani z Sinn Féin The Workers’ Party. 4 listopada 1982 rząd przegrał głosowanie nad wotum zaufania. Doprowadziło to do kolejnych wyborów w tym samym miesiącu, po których ukonstytuował się drugi gabinet Garreta FitzGeralda.

## Skład rządu
- Taoiseach: Charles Haughey[1]
- Tánaiste, minister finansów: Ray MacSharry
- Minister rolnictwa: Brian Lenihan
- Minister obrony: Paddy Power
- Minister edukacji: Martin O’Donoghue (do października 1982), Gerard Brady (od października 1982)
- Minister środowiska: Ray Burke
- Minister rybołówstwa i leśnictwa: Brendan Daly
- Minister spraw zagranicznych: Gerry Collins
- Minister spraw Gaeltachtu: Pádraig Flynn (do października 1982), Denis Gallagher (od października 1982)
- Minister zdrowia oraz minister spraw społecznych: Michael Woods
- Minister przemysłu i handlu: Albert Reynolds
- Minister sprawiedliwości: Seán Doherty
- Minister służb publicznych oraz minister pracy: Gene Fitzgerald
- Minister poczt i telegrafów oraz minister transportu: John P. Wilson
- Minister handlu i turystyki: Desmond O’Malley (do października 1982), Pádraig Flynn (od października 1982)